# جنگ شیلا–تانگ
جنگ شیلا–تانگ (۶۶۸ تا ۶۷۶) بین پادشاهی کره‌ای شیلا و دودمان چینی تانگ که بلافاصله پس از فتح گوگوریو و باکجه توسط تانگ و شیلا رخ داد.
پس از اینکه سلسله‌های تانگ و شیلا برای نابودی بکجه و گوگوریو متحد شدند، توافق کردند که رودخانه‌ تائدونگ را به عنوان مرز بین دو کشور ایجاد کنند و یک اتحاد نظامی تشکیل دادند. با این حال، پس از اینکه سلسله تانگ گوگوریو را نابود کرد، وعده خود را با شیلا زیر پا گذاشت و با طرح تقسیم داخلی شیلا، تلاش کرد تا کل شبه‌جزیره کره از جمله شیلا را به سلسله تانگ پیوند دهد. در نبرد قلعه مِسو که در سال ۶۷۵ بعد از میلاد در گرفت، سی‌هزار تیرانداز و نیزه‌دار شیلایی موفق شدند دویست هزار سواره‌نظام چینی سلسله تانگ را در یک نبرد تمام عیار شکست دهند. در سپتامبر ۶۷۵ امپراتور گائوزونگ دویست‌هزار سرباز برای نابودی شیلا فرستاد. در ۲۲ جنگی که بین شیلا و سلسله تانگ اتفاق افتاد ارتش شیلا سی هزار اسب به غنیمت گرفت و آنها چهار هزار سرباز را کشته و پیروز شدند.